# Crivellia
Crivellia — рід грибів родини Pleosporaceae. Назва вперше опублікована 2006 року.

## Класифікація
До роду Crivellia відносять 2 види:
- Crivellia homothallica
- Crivellia papaveracea